# Association internationale francophone des bibliothécaires et documentalistes
L'Association internationale francophone des bibliothécaires et documentalistes,  abrégé AIFBD, fondée à Séoul en août 2006, entend regrouper, au sein de la francophonie, des bibliothécaires et documentalistes du monde entier.

## Description et objectifs
Elle a été présidée par Marwa EL Sahn (Bibliothèque d'Alexandrie). Son siège est à Paris, hébergé par l'Association des bibliothécaires de France.
L'AIFBD entend favoriser les échanges entre professionnels des différents pays francophones et mieux faire connaître les idées et les réalisations des bibliothécaires et documentalistes de ces territoires, souvent mal connues au-dehors. Elle travaille en étroite collaboration avec l'Organisation internationale de la francophonie et l'IFLA. 

## Congrès
Le premier congrès s'est tenu à Montréal en août 2008, le deuxième à Sainte-Luce en Martinique, en août 2011, le troisième à Limoges en août 2014.
Le quatrième congrès a lieu les 16 et 17 août 2017 à Sierre, dans le canton du Valais en Suisse avec pour thème principal Les nouveaux enjeux de la conservation du patrimoine documentaire.
Les activités de l'AIFBD sont : 
- l'organisation d'un congrès triennal ;
- un programme « vice-versa », destiné à favoriser les échanges entre professionnels de différents pays de la francophonie ;
- une liste de distribution commune, Bibliodoc.

## Sources